# Яснієр Толедо
Яснієр Толедо Лопес (ісп. Yasnier Toledo López, 15 вересня 1989) — кубинський боксер, олімпійський медаліст, призер чемпіонатів світу серед аматорів, чемпіон Панамериканських ігор та Ігор Центральної Америки і Карибського басейну..

## Аматорська кар'єра
На чемпіонаті світу серед юніорів 2005 Яснієр Толедо став чемпіоном, а на чемпіонаті світу серед юніорів 2006 завоював срібну медаль.
На чемпіонаті світу 2009 у ваговій категорії до 57 кг після трьох перемог програв у чвертьфіналі Сергію Водоп'янову (Росія).
На Панамериканському чемпіонаті 2010 года в Кіто Толедо завоевав золоту медаль після перемоги у фіналі над Хосе Педраса (Пуерто-Рико). На Панамериканських іграх 2011 Толедо завоював золоту медаль, здолавши у фіналі Робсона Консейсао (Бразилія).
На чемпіонаті світу 2011 завоював срібну медаль.
- В 1/32 фіналу переміг Ангела Гутьєреса (Мексика) — 13-8
- В 1/16 фіналу переміг Люка Джексона (Австралія) — 11-10
- В 1/8 фіналу переміг Сайлома Арді (Таїланд) — 20-9
- В 1/4 фіналу переміг Хан Сун Чхоль (Південна Корея) — 15-10
- У півфіналі переміг Гані Жайлауова (Казахстан) — 21-9
- У фіналі програв Василю Ломаченко (Україна) — 12-17

На Олімпійських іграх 2012 завоював срібну медаль.
- В 1/8 фіналу переміг Лю Цян (Китай) — 14-10
- У чвертьфіналі переміг Гані Жайлауова (Казахстан) — 19-11
- У півфіналі програв Василю Ломаченко (Україна) — 11-14

На чемпіонаті світу 2013 завоював срібну медаль у ваговій категорії до 64 кг.
- В 1/32 фіналу переміг Мохаммеда Менаві — TKO 1
- В 1/16 фіналу пройшов Даріо Вангелі (Італія) — WO
- В 1/8 фіналу переміг Армена Закаряна (Росія) — 3-0
- В 1/4 фіналу переміг Манодж Кумар (Індія) — 3-0
- У півфіналі переміг Уранчимегійн Менх-Ердене (Монголія) — 3-0
- У фіналі програв Мерею Акшалову (Казахстан) — 0-3

2014 року Толедо виграв Ігри Центральної Америки і Карибського басейну, а 2015 року завоював срібну медаль на Панамериканських іграх.
На чемпіонаті світу 2015 завоював бронзову медаль.
- В 1/8 фіналу переміг Абдельхак Аатакні (Марокко) — 3-0
- В 1/4 фіналу переміг Оганеса Бачкова (Індія) — 3-0
- У півфіналі програв Віталію Дунайцеву (Росія) — 1-2

На Олімпійських іграх 2016 переміг Пета Маккормак (Велика Британія) і програв Лоренсо Сотомайору (Азербайджан).

### Виступи на Олімпіадах
| Олімпіада   | Вагова категорія | Місце |
| ----------- | ---------------- | ----- |
| Лондон 2012 | 60 кг            | =3    |
| Ріо 2016    | 64 кг            | =5    |

### Напівпрофесійна ліга WSB
Виступав протягом двох сезонів 2013—2014 і 2014—2015 за кубинську команду «Domadores de Cuba».